# São Gonçalo dos Campos
São Gonçalo dos Campos é um município brasileiro do estado da Bahia, localizado a 108 km da sua capital, Salvador, a cidade está na Região Metropolitana de Feira de Santana. Sua população estimada em 2024 pelo IBGE era de 41 909 habitantes, sendo o segundo município mais populoso da RMFS. Conhecida como cidade Jardim, pelo seu alto índice de arborização e árvores centenárias. É banhado pelo Rio Jacuípe e possui uma vegetação que alterna Florestas Tropicais e Cerrados. Está geograficamente e historicamente no Centro-Norte baiano.

## História
Com o aparecimento de uma imagem do Santo São Gonçalo na área denominada Campos da Cachoeira, no início do século XVIII, foi construído então uma capela com o nome de São Gonçalo do Amarante, em torno da qual se formou um arraial de Jesuítas e Nativos.
O Município criado então, com os territórios das freguesias de São Gonçalo dos Campos da Cachoeira e de Nossa Senhora do Resgate das Umburanas, que foram desmembrados de Cachoeira por Lei Provincial de 28.07.1884, chamando-se então São Gonçalo dos Campos. Em 1931, teve o nome simplificado para São Gonçalo, mas ,em 1943, retomou a denominação atual. Antigamente os enfermos de tuberculose iam até a São Gonçalo, pois seu clima era considerado propício ao tratamento e existe arquivos e pessoas que comprovam que D.Pedro II passou pela cidade para se curar da doença.
A sede, criada freguesia com a denominação de São Gonçalo dos Campos da Cachoeira, foi elevada em 1689 à categoria de cidade por Lei Estadual de 25.06.1895.

## Economia
O município de São Gonçalo dos Campos está no Centro Industrial do Subaé que está localizado entre o Sul de Feira de Santana e o Norte de São Gonçalo dos Campos, é o terceiro maior Centro Industrial da Bahia perdendo apenas para o Polo Petroquímico de Camaçari e para o Centro Industrial de Aratu, o CIS é o maior centro industrial da Região Metropolitana de Feira de Santana. Outras fontes de renda de grande importância para o município são a Fumicultura, a Avicultura, a Agricultura em geral e a Pecuária. São Gonçalo dos Campos por estar localizada na região da Mata Fina possui o clima e o solo ideal para o plantio do fumo, está é a principal região fumageira do estado da Bahia e engloba vários municípios do Recôncavo Baiano entre São Gonçalo dos Campos e Cruz das Almas. É em São Gonçalo dos Campos que está instalada a Menendez & Amerino, maior fabricante de charutos do Brasil detendo 70% do mercado nacional. Atualmente a renda do município também está voltada diretamente a avicultura tornando-se um novo polo regional com a Perdigão S/A e a Gujão Alimentos. O município de São Gonçalo dos Campos faz parte do Polo Avícola da Bahia que engloba vários municípios da Região do Recôncavo Baiano em que se destaca a cidade vizinha Conceição da Feira que é considerada a Capital do Frango. São Gonçalo dos Campos é a cidade em que se localiza a única indústria de tintas automotivas do nordeste a Alquimia Tintas (Ultracolor), o Centro de Distribuição do Grupo Boticário com investimentos de 155 milhões de reais, está no limite municipal com Feira de Santana na BR 101, embora a SEI considera como pertencente a São Gonçalo, a situação do limite territorial ainda está em análise na assembleia legislativa. No centro da Cidade também podemos encontrar uma filial da Mundial Promotora correspondente bancário representante das maiores instituições bancárias do país cuja matriz está localizado na cidade vizinha, Conceição da Feira.

## Turismo e Lazer
Possui como principais pontos turísticos a Igreja de mais de 300 anos, a fonte denominada Fonte da Gameleira sendo que a área ao entorno possui pequenos trechos preservados da Mata Atlântica, a fabrica Cubana de charutos artesanais Menendez & Amerino que se destaca por ser uma das maiores fabricas de charuto do Brasil, os belos jardins e grande arborização que a fizeram ser conhecida como a cidade jardim e a festa do padroeiro no mês de janeiro de cada ano; a cidade também foi incluída na Rota do Charuto que inclui 12 municípios do Recôncavo Baiano para visitas a três fabricas de charuto da região: Dannemman em São Félix, Menendez & Amerino em São Gonçalo dos Campos e Leite Alves em Cachoeira (Bahia) além de uma Casa de Cultura em Cruz das Almas que conta com produtos de pequenos fabricantes da região. No lago da usina hidrelétrica de pedra do cavalo, encontra-se marinas, passeios de barcos e pesca artesanal, a cidade possui um clube recreativo com um parque aquático no distrito de Tapera, o Águas Claras Place Club. A cidade é famosa por suas festas juninas e vaquejadas. É realizado no começo do segundo semestre o festival de inverno de São Gonçalo.

## Infraestrutura
São Gonçalo dos Campos possui boa infraestrutura básica, cortada pela BA 502 e a BR 101, possui um polo industrial com grandes empresas, bibliotecas, muitas escolas municipais, postos de saúde, cine-teatro, e um sistema de transporte coletivo de vans que liga São Gonçalo dos Campos a Feira de Santana diariamente.

## Política
Atualmente o prefeito de São Gonçalo dos Campos é Tarcísio Pedreira. A cidade pertence a Região Metropolitana de Feira de Santana.

### Conurbação e Limites territoriais
O limite municipal de São Gonçalo dos Campos com Feira de Santana ainda é palco de disputas e conflitos políticos. No norte do município desde a rua do gás, a altura da fábrica da Coca Cola, onde outrora existiu o marco histórico pau de léguas, existem empresas diversas como a Globo Aves, Granphus, Biscoito Itália, Prefaz, etc. que registraram-se no município de Feira de Santana estando situadas no território de São Gonçalo dos Campos. o loteamento Ouro Verde na Região da Boa Hora, faz limite com o Conjunto Parque Viver, a esquerda da BA 502 o povoado de São João Grande faz limite com os loteamentos Jardim Alameda, loteamento Edite Figueiredo e o loteamento Alameda das Árvores. Do outro lado na BR 101, a disputa é pelo território onde se localiza o centro de distribuição do O Boticário, onde nos mapas do IBGE e Google, está em Feira, mas a prefeitura municipal de São Gonçalo afirma está em seu município, o povoado mais próximo é Mercês, que embora parte de seus moradores se identificam com São Gonçalo, são servidos pelo transporte alternativo municipal de Feira de Santana, a SEI definiu a Boticário como em São Gonçalo, mas todas essas questões ainda estão indefinidas na assembleia legislativa do estado da Bahia.

## Filhos ilustres
É a cidade natal de Joaquim Tibúrcio Ferreira Gomes, "…o primeiro ministro nomeado para o Supremo Tribunal de Justiça no regime republicano." (Eusébio de Sousa, Tribunal de Apelação do Ceará, síntese histórica; dados biográficos; 1874 - 1945, 1945).